# Pierre Frotier
Pour les autres membres de la famille, voir Famille Frotier.
Pierre Frotier, baron de Preuilly, (v.1390-1459), seigneur de Saint-Faziol en Pouffonds (Deux-Sèvres), Melzéart en Paizay-le-Tort (Deux-Sèvres) et de Miserit en Chail (Deux-Sèvres), baron de Preuilly (Indre-et-Loire) et du Blanc (Indre), était écuyer du roi Charles VI en 1418, grand maître de l'écurie du roi Charles VII en 1422, puis sénéchal du Poitou en 1424. Éloigné de la Cour en 1425. à la suite d'une révolution de palais dans laquelle il n'est pas impliqué, il est rétabli en 1444 (après 20 ans d'exil !) en tant que chambellan et confident du roi Charles VII qui lui a conservé toute sa confiance. Le 10 novembre 1449, il commande le défilé de la Libération de Rouen contre les Anglais, à la tête de 600 hommes d'armes, sous l'autorité du roi.

## Origine
Bernard Chérin (1718-1785) écrivait le 28 septembre 1754, au sujet des honneurs de la cour accordés à cette famille : Frotier, barons de Preuilly, seigneurs de La Messelière, de Perray, de La Coste et de Fougeré, appelés marquis et comtes de La Messelière et de La Coste, porte : d'argent à un pal de gueules accosté de 10 losanges de même posés 2.2.1 de chaque côté. L'origine de cette ancienne noblesse n'a pas encore été découverte avec certitude, il y a cependant quelqu'apparence qu'elle est venue du Languedoc où ce nom était connu dès l'an 1202, que vivait Pierre Frotier, évêque de Lodève, et qu'elle a passé ensuite en Poitou et en Saintonge (Fin de citation).
Deux frères, Guillaume et Sicard Frotier prêtent serment au roi de France avec les chevaliers nobles de Cordes, (Tarn), en 1242. Bertrand Frotier est capitaine de la compagnie d'Arnaud de Béarn, comte de Foix, en 1379. Robert Frotier est capitaine du château de Paulin, en Albigeois pour le roi de France en 1412.
En pays de Melle (Deux-Sèvres), les Frotier sont connus comme chevaliers depuis le XIIe siècle[réf. nécessaire]. Un Pierre Frotier, originaire de Melle, est mentionné pour avoir accompagné Alphonse, comte de Poitiers afin de rejoindre en 1249 le roi Saint-Louis à la Croisade entamée en 1248.
Ces informations sur l'origine de la famille de Pierre Frotier ne sont toutefois pas consensuelles. Cette famille remonte sa filiation noble prouvée au Poitou au XIVe siècle ou à la fin de ce siècle.
Pierre Frotier est le fils de Jean Frotier, dit le Jeune, seigneur de Saint-Faziol, Boivinet, Miserit, Melzéart, Puy-Bourassier, etc.
Jean Frotier avait reçu en don du roi Charles VI en 1383 une maison sise rue Saint-Martin à Paris. Il était premier écuyer et sommelier du duc Louis Ier d'Orléans, frère cadet du roi Charles VI, en 1393. (Le duc Louis Ier d'Orléans sera assassiné par les spadassins du duc de Bourgogne, Jean-Sans-Peur, le  23 novembre 1407, rue vieille du Temple à Paris).
Jean Frotier est cité dans les aveux rendus à Melle par Jean de Clervaux, le 23 février 1406 et par Aimery de Cousdun, le 1er octobre 1406. Il en fit lui-même aveu à Melle, pour ses fiefs de Melzéart et Miserit, le 24 décembre 1408. Il est mort en 1416.
Jean Frotier avait épousé avant 1390, Jeanne Cléret, dame de Fontenille, (Deux-Sèvres), fille de Jean Cléret, seigneur d'Ardilleux (Deux Sèvres) et d'Alix de Saint-Julien. Ils sont tous deux ancêtres des branches subsistantes de la famille Frotier.

## Blason et devise de la famille Frotier
Depuis le Moyen Âge, les armes de la famille Frotier portent d'argent à un pal de gueules accosté de 10 losanges du même, 5 à dextre et 5 à senestre posés 2-2-1.. Sa devise est Nul ne s'y frotte.

## Contexte historique
La vie et la carrière de Pierre Frotier se situent dans un contexte historique dont le moins que l'on puisse dire est qu'il est violent et profondément agité.
L'action s'exerce en pleine guerre de succession entre le Royaume d'Angleterre et le Royaume de France, au cours de la guerre de Cent Ans, opposant de 1337 à 1453 la dynastie des Plantagenêts et celle des Valois. Cette guerre sera cruellement doublée d'une guerre civile, la guerre civile entre Armagnacs et Bourguignons, qui s'achèvera par le traité d'Arras (1435).
On peut tenter de résumer la situation en indiquant que les Anglais envahissent la France en revendiquant la succession du roi de France, Charles VI. Le roi est incapable de régner, car il est atteint de démence par intermittence. Il est relayé par un conseil de régence auquel participent son frère cadet, le duc Louis Ier d'Orléans, et son cousin , Jean sans Peur, duc de Bourgogne, futur allié des Anglais. Chacun de ces deux protagonistes revendique le pouvoir. Le frère du roi noue des intrigues, cependant que Jean sans Peur règne en maître à Paris où il entretient une nombreuse suite armée.
Louis Ier d'Orléans, frère du roi, prend l'initiative d'évincer les Bourguignons du Conseil de Régence, dans le but d' éliminer son cousin des chemins du pouvoir. Jean sans Peur, voyant le pouvoir lui échapper, le fait assassiner dans la nuit du 23 novembre 1407 dans la rue Vieille du Temple à Paris. Identifié comme l'instigateur de l'attentat, il s'enfuit de Paris, mais il revient en revendiquant haut et fort la légitimité salutaire pour le royaume de l'assassinat de son cousin. Cet attentat entraîne la guerre civile entre les Bourguignons et les partisans de feu le duc d'Orléans, fidèles à la monarchie de Valois, regroupés au sein du parti d'Armagnac, sous l'autorité du comte d'Armagnac.
Tant les Anglais, aux ordres du roi Henri V d'Angleterre, que les Bourguignons du duc Jean sans Peur, vont tenter de succéder au roi Charles VI défaillant, en éliminant par tous les moyens son fils, le Dauphin Charles, comte de Ponthieu et duc de Berry, dernier descendant mâle survivant de la dynastie de Valois.

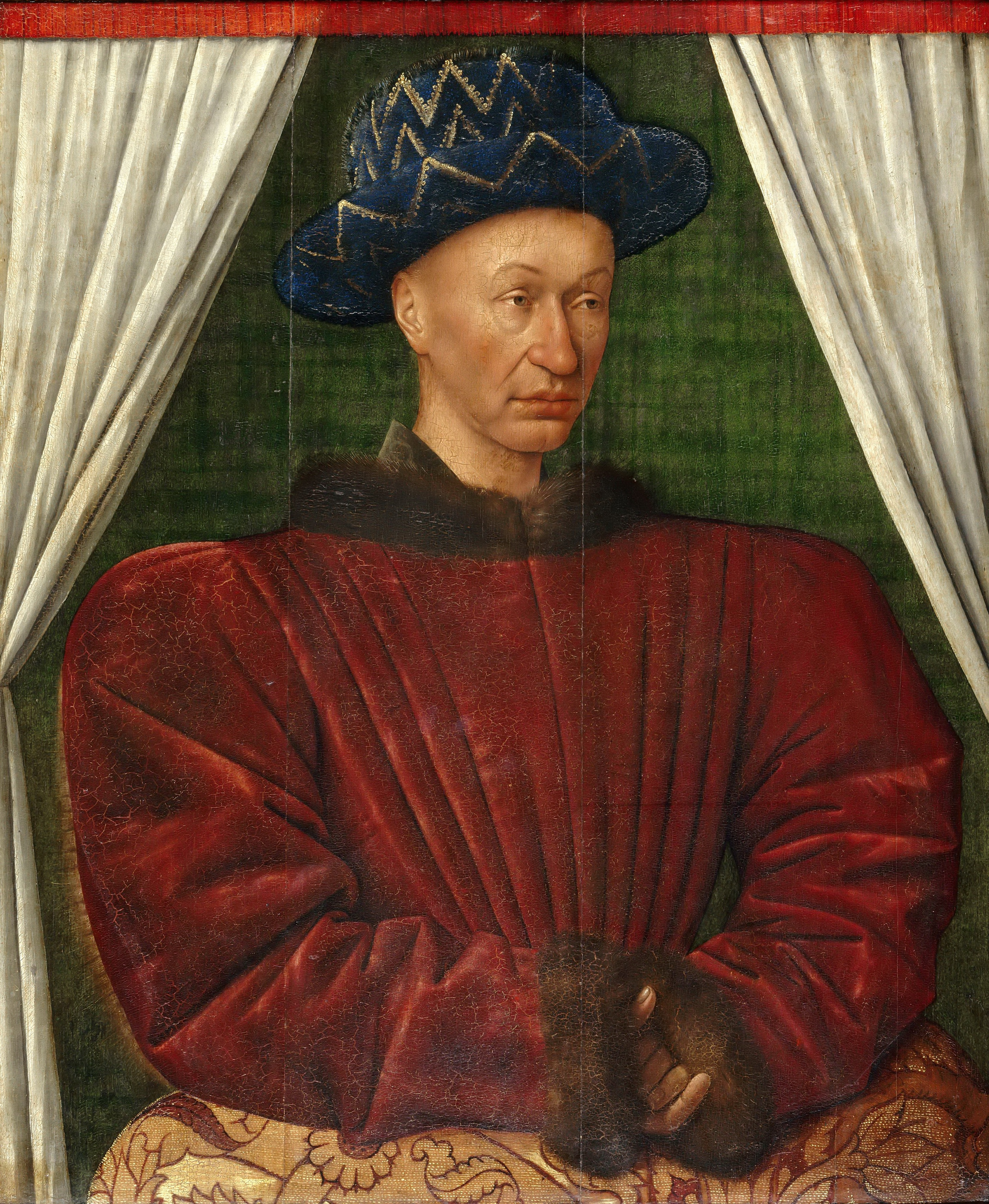
Portrait de Charles VII par Jean Fouquet.

Dans la nuit du 29 mai 1418, les Bourguignons, aux ordres de Jean sans Peur, menés par le tueur Capeluche, envahissent Paris et tentent de capturer le jeune dauphin de France, qui réside dans une annexe de l'hôtel Saint-Pol, en plein quartier du Marais. Le futur roi Charles VII, alors âgé de quinze ans, réussit à s'enfuir de Paris et se réfugie à Bourges, fief de son duché de Berry, aidé par quelques officiers de la couronne, dont Pierre Frotier fait partie. Au cours de cette invasion, les Bourguignons massacrent plus de cinq cents Parisiens qualifiés d'Armagnacs.
Le 10 juillet 1419, à l'initiative des Bourguignons, Charles, dauphin de France et Jean-sans-Peur, duc de Bourgogne, se réunissent à Pouilly-le-Fort pour ratifier un traité d'alliance contre les Anglais, connu sous le nom de traité du Ponceau. Ils se donnent rendez-vous à Montereau pour parfaire ce traité.
La deuxième rencontre entre les deux clans ennemis a lieu le 10 septembre 1419 sur le pont de Montereau. Les deux cousins ont limité, chacun leur assistance à dix hommes armés, et, selon les historiens, l'entrevue est très houleuse : le dauphin Charles reprocherait à son cousin de conserver son alliance avec l'ennemi anglais et de continuer les combats contre les Armagnacs, en dépit du traité provisoire signé le 10 juillet 1419. Jean-sans-Peur répliquerait avec colère qu'« il n'avait fait autre chose que ce qu'il devait faire ». De part et d'autre, les deux camps brandissent leurs épées, le dauphin est écarté de la scène et cela aboutit à la mort brutale de Jean-sans-Peur, que les historiens qualifient d'assassinat. Il reste encore à savoir si cet acte était prémédité comme le fut 12 ans plus tôt l'assassinat de Louis d'Orléans par les séides de Jean-sans-Peur. Rien ne permet de départager les appréciations des chroniqueurs Armagnacs et Bourguignons.
Le père Anselme, dans son Histoire généalogique et chronologique de la Maison royale de France..., publiée à Paris en 1733 signale que Pierre Frotier avait participé au Traité du Ponceau, qu'il est présent à l'entrevue de Montereau et qu'il assiste ainsi à la fin tragique du duc de Bourgogne. Le procès qui fut intenté au dauphin Charles de Ponthieu et à ses conseillers, n'aboutit jamais et n'a pas permis, historiquement, d'établir la preuve d'une quelconque préméditation dans l'altercation qui aboutit à la mort de Jean sans Peur.

## Biographie

### Famille
Pierre Frotier, né avant 1390, est le fils aîné du chevalier Jean Frotier (†1416), seigneur de Melzéart et de Jeanne Cléret, dame de Fontenille, fille de Jean Cléret d'Ardilleux, seigneur de Saint-Julien l'Ars et d'Alix de Saint-Julien.
Il épouse le 6 avril 1421, Marguerite de Preuilly, fille de Gilles, baron de Preuilly (†1412), et de Marguerite de Naillac du Blanc (1385-1421). Leur fils, Prégent Frotier (†1497), vicomte de Montbas, baron d'Azay-le-Féron, baron du Blanc, seigneur de Melzéart, est l'auteur de la première branche aînée, éteinte en ligne masculine à la deuxième génération.
Le frère cadet de Pierre Frotier, Colin Frotier, (†1459), épouse Isabeau Jeanne d'Usseau, héritière du fief de La Messelière. Leur postérité, toujours subsistante, est mentionnée à l'article de la Famille Frotier.

### Carrière

#### Au service du roi Charles VI et du dauphin Charles de Ponthieu
En succédant à son père, le chevalier Jean Frotier, Premier écuyer au service du duc Louis  Ier   d'Orléans assassiné en 1407 par Jean sans Peur, le chevalier Pierre Frotier prend résolument parti pour le clan d'Armagnac. Il passe au service du roi Charles VI, plus particulièrement chargé de la protection rapprochée du dauphin de France, Charles de Ponthieu, en qualité d'Écuyer. Il sera par la suite nommé maître de l'écurie du futur roi Charles VII à Bourges.
Le chevalier Pierre Frotier commandera à Bourges la compagnie des deux-cents hommes d'armes,qu'il a  recrutés en Poitou et en Limousin, à ses dépens, chargée de la protection du dernier fils vivant du roi Charles VI, héritier du trône. Il fait partie des officiers de la couronne de France, désignés par le roi Charles VI pour prendre en charge les intérêts du dauphin Charles de Ponthieu, dont la survie conditionne celle de la dynastie directe de Valois, face aux menaces des Anglais et de leurs alliés bourguignons.

#### Hôtel Saint-Pol à Paris: La défense du dauphin et le refuge à Bourges, capitale du duché de Berry
- 1418- Pierre Frotier contribue à protéger la vie du dauphin, adolescent alors âgé de 15 ans, lors de l'invasion de Paris, en pleine nuit, le 29 mai 1418, par les spadassins bourguignons aux ordres de Jean sans Peur et de l'intrusion du bourreau Capeluche et de ses tueurs dans les parages de l'hôtel Saint-Pol où résidait la famille royale[17].

Délivré de Paris, mis à feu et à sang par les gens du duc de Bourgogne, le dauphin fixe sa résidence à Bourges, capitale de son duché de Berry, et il se proclame régent du royaume de France, sous la protection de la garde rapprochée de la Compagnie de 120, puis de 200 hommes d'armes commandée par Pierre Frotier. Cette garde rapprochée a été constituée à la demande du roi Charles VI, désireux d'assurer la protection de son fils, dernier survivant des dauphins de France . Par dérision, les chroniqueurs anglais et bourguignons, vont désigner le dauphin sous le sobriquet de « roi de Bourges » et traiter ses conseillers d'« aventuriers sans scrupules » (sic!).

##### Montereau- Frotier, commandant la garde rapprochée du Dauphin, est impliqué dans la mort tragique de Jean-sans-Peur
- 1419- Le duc Jean sans Peur va tenter en vain de rapatrier le dauphin à Paris pour mieux l'éliminer. Malgré son jeune âge — il n'a que 16 ans ! — le futur Charles VII, bien épaulé par ses conseillers, va refuser de se soumettre et il assume son autorité en obligeant son cousin à négocier une alliance contre les Anglais. Pierre Frotier, à la tête de sa garde rapprochée de deux-cents hommes d'armes, va accompagner le dauphin. Il appose sa signature et son sceau au traité du Ponceau et il prête le serment solennel sur les saints Évangiles d'en respecter les termes, à l'instar de l'ensemble des conseillers représentant le dauphin Charles de France et le duc de Bourgogne[19].

Un traité définitif est prévu à Montereau, fief royal où s'est transporté le dauphin sous la protection de la garde armée de Pierre Frotier. La rencontre se solde par la mort tragique de Jean sans Peur.
La mort du duc Jean-sans-Peur, considérée comme un assassinat par les Bourguignons, survenue sur le pont de Montereau le 10 septembre 1419, est imputée à Pierre Frotier, comme aux autres conseillers attachés au dauphin de France.

#### Nonobstant le traité de Troyes: l'avènement du roi Charles VII - Frotier est nommé sénéchal du Poitou
- 1420- Le traité de Troyes du 21 mai 1420 entraine le déshéritement du dauphin Charles au profit du roi d'Angleterre Henri V, désormais seul héritier du trône de France aux yeux des Anglais et de leurs alliés Bourguignons. Le dauphin Charles de Ponthieu récuse le traité et se déclare seul héritier légitime de la couronne de France[21].Les Anglais et les Bourguignons n'ayant pas réussi à éliminer l'héritier légitime du royaume de France par la force, viennent d'obtenir son déshéritement par ses propres parents, Charles VI et Isabeau de Bavière, par le biais d'une voie diplomatique tortueuse. Charles VII, appuyé par ses conseillers, dont fait partie Pierre Frotier, devra combattre l'épée à la main pour recouvrer le trône du royaume de France, usurpé par le roi d'Angleterre avec la complicité du duc de Bourgogne.
- 1422- Peu après la mort de Charles VI survenue en 1422, le dauphin se proclame roi de France sous le nom de Charles VII.
- 1424- Le roi Charles VII nomme Pierre Frotier sénéchal du Poitou, le 20 mars 1424[22].

Pierre Frotier, conseiller du roi Charles VII, est bien placé en tant que favori. Il participe régulièrement au Conseil du roi à Bourges. Son avenir semble assuré.

#### La disgrâce des premiers conseillers du roi Charles VII
Mais, en décembre 1424, un événement extérieur va modifier profondément son destin. Le comte de Richemont, futur duc de Bretagne, fut prisonnier des Anglais à la bataille d'Azincourt. Mais une fois libéré, il avait cru devoir passer à l'ennemi. Après avoir épousé le 10 avril 1423, Marguerite de Bourgogne, fille de Jean sans Peur, il s'est allié au duc de Bourgogne et aux Anglais. Mais devant la menace anglaise, il négocie une alliance avec le roi Charles VII et il vient de se rallier à la France en faisant face aux troupes Anglaises qui ont envahi la Normandie. Il obtient par ce biais du roi de France le titre et les fonctions de connétable de France.

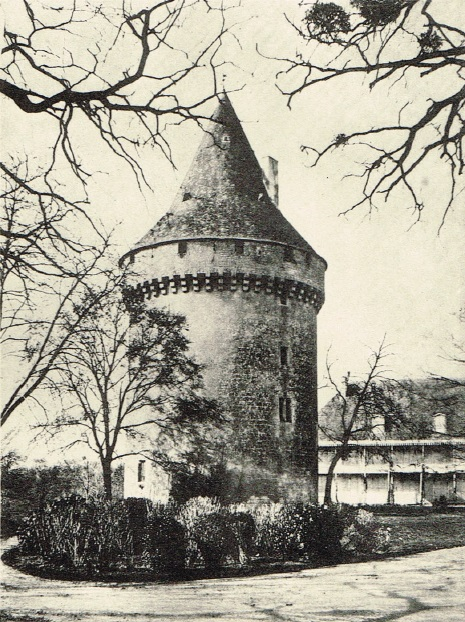
Tour de Melzéart

Cette désignation s'accompagne du renvoi des conseillers du royaume de France : « Les Historiens rapportent que le roi Charles VII se sépara à regret de ses conseillers et qu'il conserva toute sa confiance et son amitié à ceux qui l'avaient si bien servi, détruisant ainsi la légende de l'éviction de conseillers incapables répandue par les chroniqueurs bourguignons ».Ils s'étaient toujours opposés aux Bourguignons, avaient sauvé le dauphin des griffes de ses adversaires et avaient assisté, sinon participé, à l'attentat de Montereau. Leur renvoi était la condition sine qua non exigée par le duc de Bourgogne, Philippe le Bon, beau-frère du comte de Richemont, en représailles de l'assassinat de son père, Jean sans Peur : le roi Charles VII va donc sacrifier ses fidèles conseillers à la raison d'État et les licencier, tout en protestant de son indéfectible amitié envers ceux qui l'avaient porté au pouvoir et soutenu dans les épreuves.
- 1425- Pierre Frotier est disgracié en 1425, malgré quelques tentatives de résistance organisées par Jean Louvet, président de Provence, après qu’Arthur de Richemont, assisté de divers personnages délégués par le duc de Bourgogne, ait reçu à Chinon en grande pompe l'épée de connétable et fait hommage au roi Charles VII[26]. Les conseillers, Jean Louvet, Tanneguy III du Chastel, Guillaume d'Avaugour et Pierre Frotier, sont définitivement écartés du pouvoir[27]- Remplacé par Pierre II de Giac, ancien sujet du duc de Bourgogne rallié au roi Charles VII, Pierre Frotier se retire dans son fief de Melzéart, dans le château de la famille Frotier situé à Paizay-le-Tort (Deux-Sèvres), aujourd'hui en ruines[28]. Il ne restait plus que la tour de Melzéart au début du XXe siècle.
- 1429- Depuis sa résidence de Melzéart, Pierre Frotier ne prendra ainsi aucune part à l'épopée de Jeanne d'Arc qui se termine tragiquement en 1431. Les historiens ne mentionnent pas sa présence au sacre du roi Charles VII à Reims, le 17 juillet 1429. Pourtant, le chevalier Pierre Frotier et les premiers conseillers du roi Charles VII auraient amplement mérité d'y assister pour avoir sauvé la vie du dauphin de France et assuré la survie de la dynastie de Valois.

#### Le Traité d'Arras
- 1435- Le traité d'Arras, du 21 septembre 1435  (ratifié le 10 décembre par le roi Charles VII), met fin à la guerre civile entre les Armagnacs et les Bourguignons. Parmi les clauses du traité, les Bourguignons font obligation au roi Charles VII « de faire toutes diligences possibles pour faire appréhender ses anciens conseillers qui étaient présents à Montereau en 1419, pour être punis en corps et en biens...et de les bannir, sans grâce ni rappel, avec confiscation de tous leurs biens ». Olivier de La Marche, chroniqueur bourguignon, indique dans ses Mémoires que le duc de Bourgogne désigne expressément Pierre Frotier parmi les anciens conseillers à sanctionner. Charles VII ne donne pas suite à ces clauses et conserve toute sa confiance et son amitié envers ses fidèles conseillers qui l'ont protégé, entre 1518 et 1524, contre les multiples manœuvres guerrières et diplomatiques des Bourguignons alliés des Anglais.

#### La Praguerie
- 1440-   Pierre Frotier refuse de s'allier aux féodaux qui complotent contre le roi Charles VII, à l'instigation du dauphin Louis, futur Louis XI, dans ce que l'on a nommé la Praguerie et il accorde tout son soutien à son souverain.

#### Le retour en grâce
- 1444-  soit après 19 ans d'exil, Pierre Frotier est rétabli à la cour avec tous les honneurs que lui accorde son rang : il devient conseiller et chambellan du roi.
- 1450- Pour marquer toute son estime à son fidèle conseiller, Charles VII lui confie le tutorat et l'éducation de la princesse Jeanne de Valois (1448-1478), à l'âge de deux ans. Elle est orpheline d'Agnès Sorel, morte le 9 février 1450. La princesse, légitimée officiellement par le souverain, son père naturel, comme le furent ses deux sœurs, les princesses Marie de Valois et Charlotte de Valois, est élevée au château de Preuilly. Elle va épouser en 1461 Antoine de Bueil, compagnon d'armes de Louis XI.

## L'heure de gloire: Pierre Frotier à la tête du grand défilé de la libération de Rouen, en compagnie du roi Charles VII- 10 novembre 1449-
- 1449- Pierre Frotier, baron de Preuilly, participe à la guerre de Normandie que le roi Charles VII soutient contre les Anglais avec l'aide de nombreux gens de guerre et de grands seigneurs qui se sont ralliés à sa cause.

Le royal défilé de la libération de Rouen : Depuis le Fort de sainte-Catherine, le premier détachement de six-cents archers est commandé par le chevalier Pierre Frotier, baron de Preuilly, sur l'ordre du roi Charles VII.

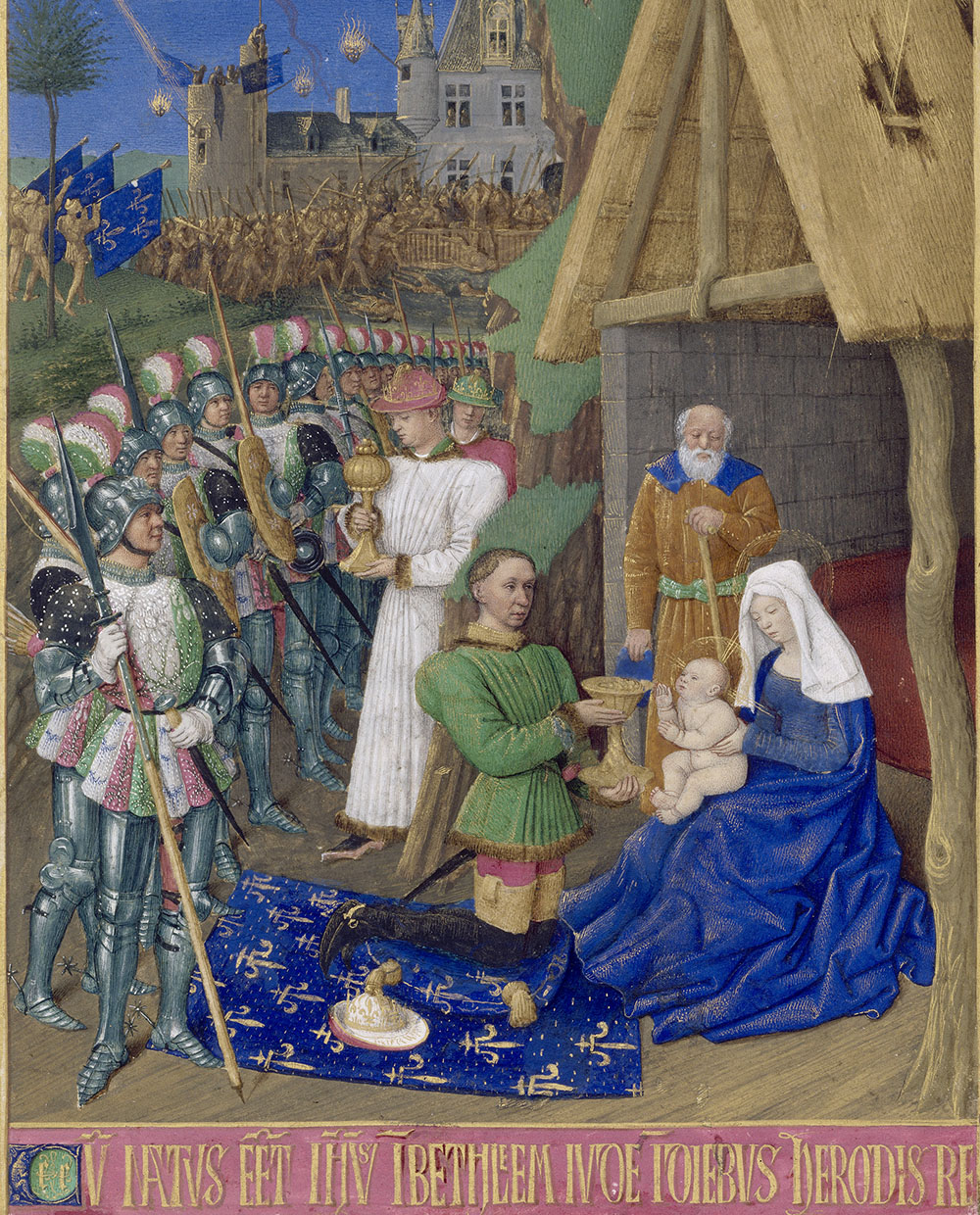
Adoration des mages, Livre d'heures d'Étienne Chevalier.

Le 10 novembre 1449, « en grande joie et liesse de ce qu'il voyait ses ennemis succomber et aller en décadence », le roi fait organiser par le comte de Dunois un grand défilé pour célébrer la prise de Rouen.
Jean Chartier, historiographe du roi, relate que « Premièrement allaient tout devant et les premiers tous les archers du roy, revêtus de jacquettes de couleur vermeil, blanche et verte, parsemées de fleurs, entre lesquels étaient six cents archers bien montés, ayant brigandine et jacquette par dessus... De plusieurs et divers couleur et façon, harnois de jambe, espées et dagues, salades ou harnois de tête couverts ou garnis d'argent bien richement; pour la conduite et gouvernement desquels fut commis et ordonné de par le roy, Pierre Frotier, baron de Preuilly...suivaient les trompettes et clairins qui sonnaient si fort que c'était grande mélodie et belle chose à oyer...et après, venait le roy, armé de toutes pièces, monté sur un coursier, couvert jusqu'aux pieds de drap de velours azur, semé de fleurs de lys d'or de broderie, ayant en sa tête un chapeau de castor doublé de velours vermeil, sur lequel avait au bout une houpe de fil d'or ».
Le détail, ci-contre, est extrait du livre d'heures commandé à Jean Fouquet par le Trésorier de France de Charles VII, Étienne Chevalier. Cette miniature représente l'adoration des mages par le roi Charles VII et par son fils, le dauphin Louis, (selon saint Mathieu). La garde représentée correspond exactement à la description des archers et lanciers écossais au service du royaume de France, ayant défilé sous les ordres de Pierre Frotier en 1449 à Rouen.

### Les dernières années
- 1456- À la suite de la conspiration du duc Jean II d'Alençon, ce dernier est arrêté le 27 mai 1456 et incarcéré. Ses biens sont confisqués par le roi Charles VII. Le roi envoie Pierre Frotier à Alençon pour le représenter et participer au gouvernement du duché.
- 1459- Confident du roi, le chevalier Pierre Frotier, baron de Preuilly, est chargé de missions variées. Nous retiendrons que le 4 avril 1459, il alla par ordre du roi d'Alençon à Nantes vers le duc François II de Bretagne, successeur depuis le 26 décembre 1458 du duc Arthur III de Bretagne, (ce dernier fut anciennement connu de Pierre Frotier en tant que comte de Richemont, connétable de France), afin de resserrer les liens entre le royaume de France et le duché de Bretagne[29]. La suite a prouvé que cette mission diplomatique se révélait indispensable vis-à-vis d'une féodalité qui proclamait souverainement son indépendance. Le duc François II de Bretagne tenta de préserver son pouvoir face aux visées de la France. Mais, à la génération suivante, son héritière, la duchesse Anne de Bretagne offrait en dot son duché à la France par son mariage avec Charles VIII, puis avec Louis XII.

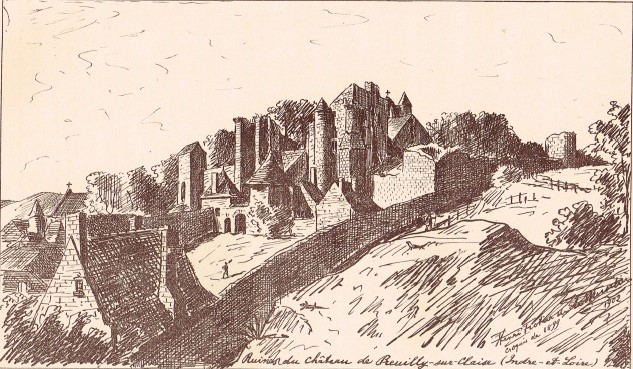
Ruines du château de Preuilly. (Dessin du vicomte Henri Frotier de La Messelière)

Pierre Frotier est mort en 1459 dans le fief des Frotier où il aimait se retirer : le château de Melzéart, peu après le temps de sa mission à Nantes. Il est inhumé en l'abbaye de Preuilly, auprès de son épouse, Marguerite de Preuilly, décédée en 1445 à Preuilly. Hélas le tombeau de la famille de Preuilly a été profané au temps des guerres de religion, au XVIe siècle, et il n'en reste plus que le portrait en marbre de Pierre Frotier conservé par sa famille et reproduit dans la présente biographie.
De son mariage enregistré en la paroisse Saint-Pierre de Preuilly le 6 août 1421, avec Marguerite de Preuilly, héritière des fiefs de Preuilly-sur-Claise (Indre-et-Loire) et du Blanc, (Indre), (en Berry), il eut deux enfants... Mais sa branche est désormais éteinte. Son frère cadet, Colin Frotier, seigneur de La Messelière, est l'auteur des branches subsistantes Frotier de La Messelière, Frotier de Bagneux et Frotier de La Coste-Messelière.

## Épilogue
Pierre Frotier présente un des exemples du dévouement des anciens officiers du roi Charles VI fidèles à la couronne de France, qui furent désignés par le roi pour sauvegarder et protéger le jeune dauphin, Charles de Ponthieu: il a directement contribué à assister le dauphin, lorsqu'il fut gravement menacé par les Bourguignons sous les ordres de Jean sans Peur. Les spadassins du duc de Bourgogne avaient envahi la résidence royale de l'hôtel Saint-Pol à Paris en pleine nuit du 29 mai 1418. Le jeune dauphin, âgé de 15 ans, fut transféré sain et sauf jusqu'à Bourges, capitale de son duché de Berry, qui devint le centre de résistance contre les ennemis Anglais et Bourguignons.
À Bourges, Pierre Frotier a exercé la fonction de capitaine de sa garde, en recrutant 200 hommes d'arme en Poitou et en Limousin, lorsque le dauphin, réfugié en son duché de Berry, devenu le roi Charles VII de France, à la mort de son père le roi Charles VI, fut gravement menacé dans sa vie et dans son règne, face à l'action belliqueuse des Bourguignons et des Anglais, acharnés à l'éliminer pour s'emparer du pouvoir.
Comme la plupart des défenseurs de la monarchie française de Valois, Pierre Frotier a subi les vives critiques des chroniqueurs bourguignons, alliés à l'ennemi anglais : ce sont généralement leurs chroniques qui ont marqué cette période de l'Histoire de France et contribué à noircir l'image des premiers conseillers du roi Charles VII jusqu'à aujourd'hui.
Au cours du règne de Charles VII, Pierre Frotier a été victime d'une révolution de Palais. Il a été limogé en 1425, en même temps que les conseillers de la première heure fidèles à la couronne de France, pour faire place au nouveau connétable de France : le comte de Richemont, frère du duc de Bretagne ,beau-frère du duc de Bourgogne allié aux Anglais , à l'occasion d'un renversement d'alliance du duché de Bretagne en faveur du royaume de France, face aux Anglais.
Mais, au cours de l'exil de son ancien conseiller, le roi Charles VII conserve toute son amitié envers Pierre Frotier, en lui confiant le tutorat de la princesse Jeanne de Valois, dernière fille et orpheline d'Agnès Sorel depuis son berceau.
Après 19 années d'exil du chevalier Pierre Frotier dans son château de Melzéart, le roi Charles VII l'a rétabli dans ses fonctions, en reconnaissance de son constant dévouement à la couronne : c'est ainsi que, symboliquement, le chevalier Pierre Frotier, baron de Preuilly, âgé de 60 ans, fut désigné  pour commander le défilé  royal de Rouen, du 10 novembre 1449, lors de la Libération de Normandie, après la défaite des troupes anglaises. Il fut, ensuite chargé d'une mission diplomatique auprès du duc de Bretagne en vue de son rapprochement avec le royaume de France.
L'Histoire lui a rendu justice, en dépit des graves accusations retenues contre lui par les chroniqueurs bourguignons, qui ont influencé certains historiens jusqu'à nos jours. Sa fidélité et sa loyauté sont reconnues envers la Monarchie française: Fidèle aux instructions du roi Charles VI, il a contribué à sauvegarder la vie du jeune dauphin Charles de Ponthieu, futur roi Charles VII, face aux Bourguignons et aux Anglais, acharnés à causer sa perte.